# 白神社

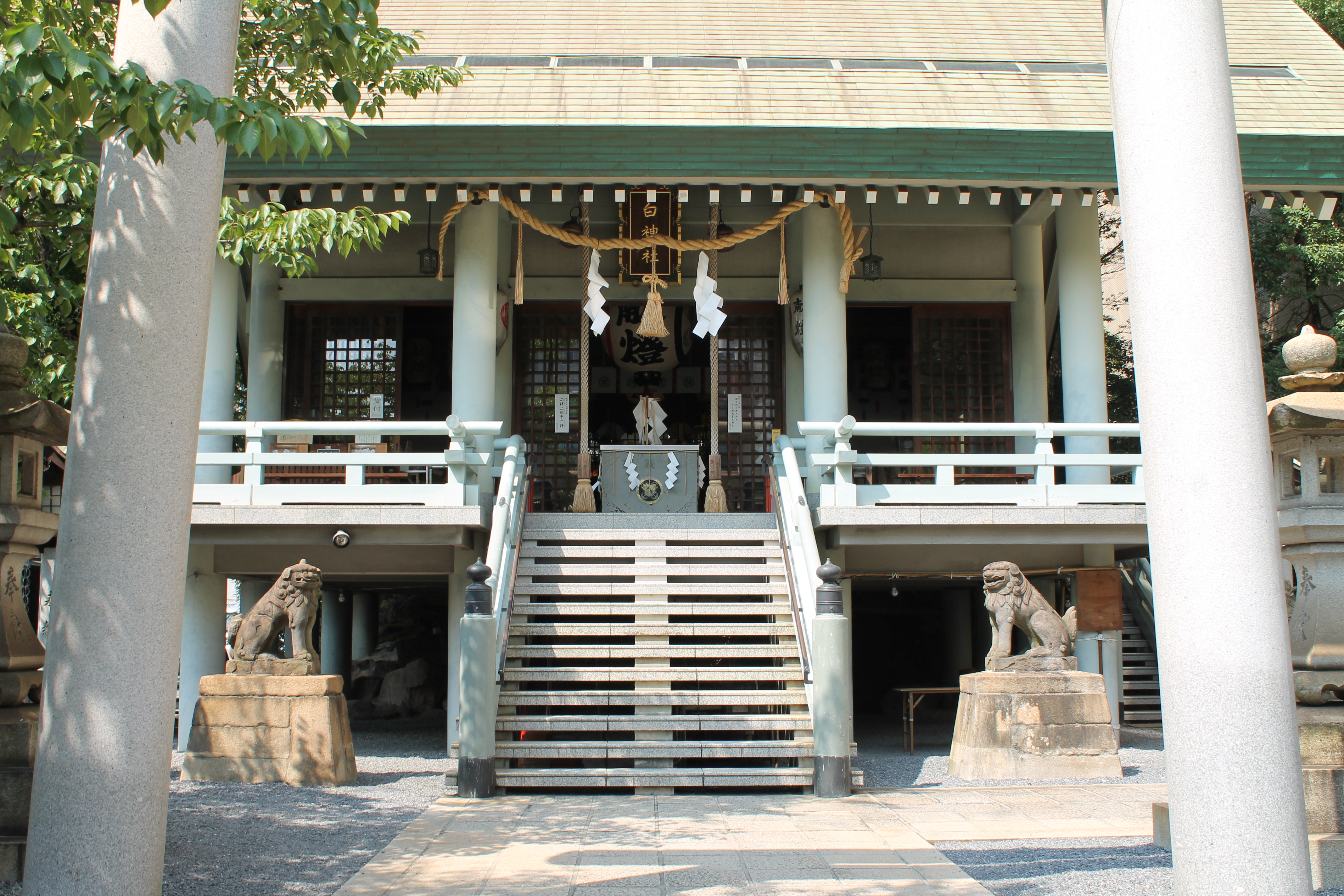
拝殿

白神社（しらかみしゃ）は、広島市中区中町に鎮座する神社。市民から「しらかみさん」と称されて、親しまれている旧郷社。
かつては、旧国泰寺（現在のANAクラウンプラザホテル広島の付近）に連なる広い神社だったが、原爆により一時焼失し、規模を縮小した。現在、神社周辺には幅100メートルの道路（通称「平和大通り」）が整備され、近代的なビルも立ち並び、神社はこぢんまりとした印象。境内にある岩石は、広島の三角州形成による海岸線移動の跡を記し、「原爆の熱線により赤く変色した岩石」や「被爆した楠」などには被爆の跡が記されている、歴史的な検証にとっても重要な神社。

## 祭神
菊理媛神、伊弉諾尊、伊弉冉尊を主祭神とし、相殿に天御中主尊、高皇産霊尊、神皇産霊尊、天照大神を祀る。

## 歴史
白神社のある中町一帯がまだ海であった頃、現在神社のある地点は海面から突き出た岩礁であった。そこに衝突する船が後を絶たないため、当時の船人により岩礁上に白い紙がたてられ、海難事故を防止する役目を果たしていた。やがてこの岩礁は三角州の発達や干拓工事などにより徐々に地上に露出しはじめ、海難事故とは無縁になっていくが、船の安全な運航に貢献した白紙に代わる守り神の象徴として祠が建てられた。祠は白紙にちなみ「白神（しらかみ）」と呼ばれ、住民の信仰を集めた。これが建造物として信仰されるようになった始まりだが、その創建時期については記録がなく不詳。
祠は時を経て徐々に規模を拡大していき、天正19年（1591年）9月に広島城を築いた毛利輝元により新しい社殿が建立された。この社殿を城主の氏神、広島城下の総産土神（そううぶすながみ）とし、最盛期には近隣の旧国泰寺に連なる広い境内を持つ神社に発展した。
1873年（明治6年）2月、郷社に列す。
1945年（昭和20年）8月6日、原爆投下により爆心地から約600メートルに位置する当神社は、地下に保存していた重要書類を残し建造物は完全に焼失したが、同年10月には祭祀執行のため急造の仮社殿が建てられ、10年後の昭和30年12月に再建された。現在の社殿は昭和63年に再建されたものである。

## 文化財
（件名後の括弧内は指定の種別と年月日）
広島市指定
- 白神社の岩礁（史跡・天然記念物、昭和59年11月28日）[2]
- 旧国泰寺愛宕池（史跡、昭和59年11月28日）

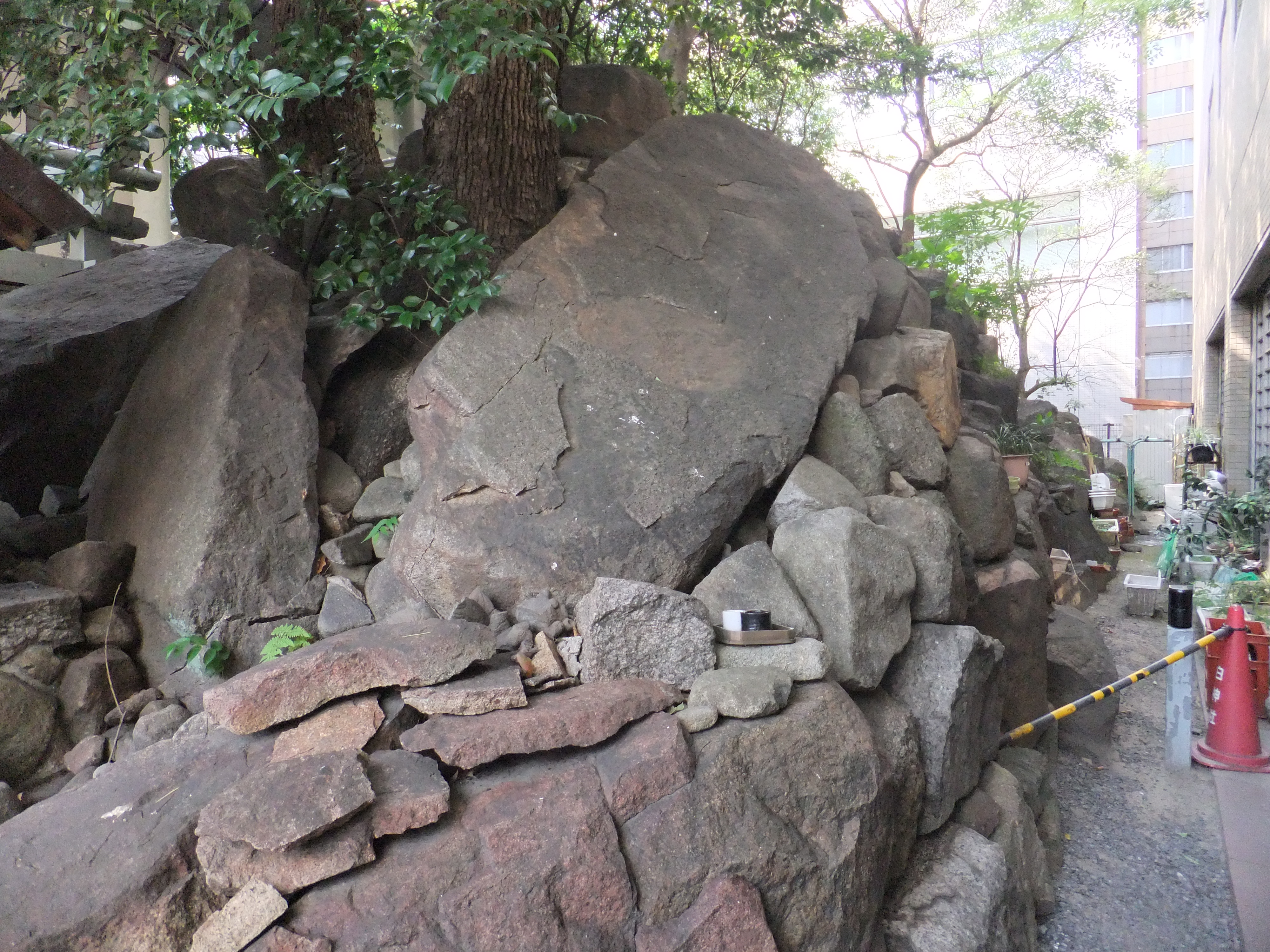
岩礁
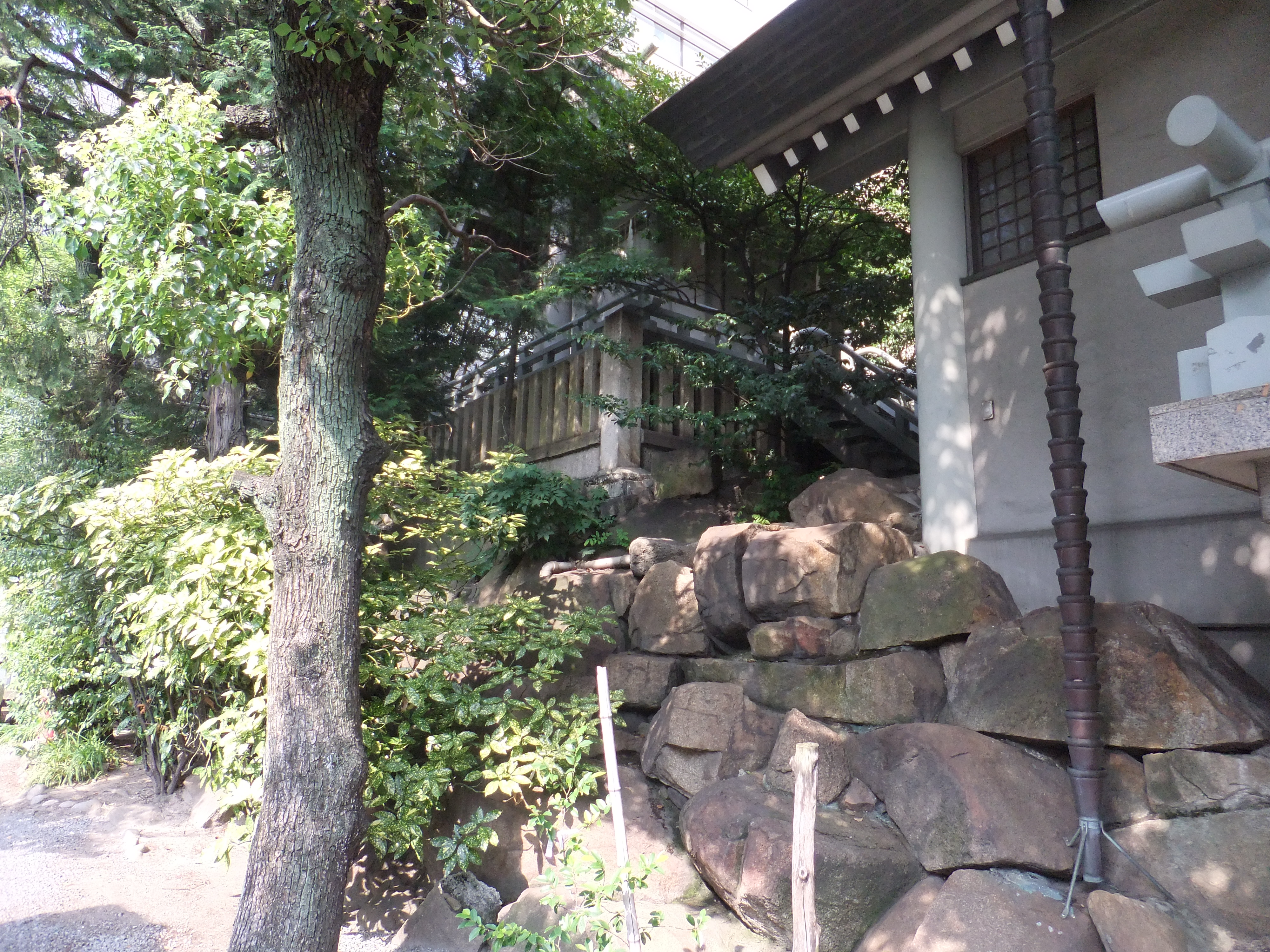
岩礁
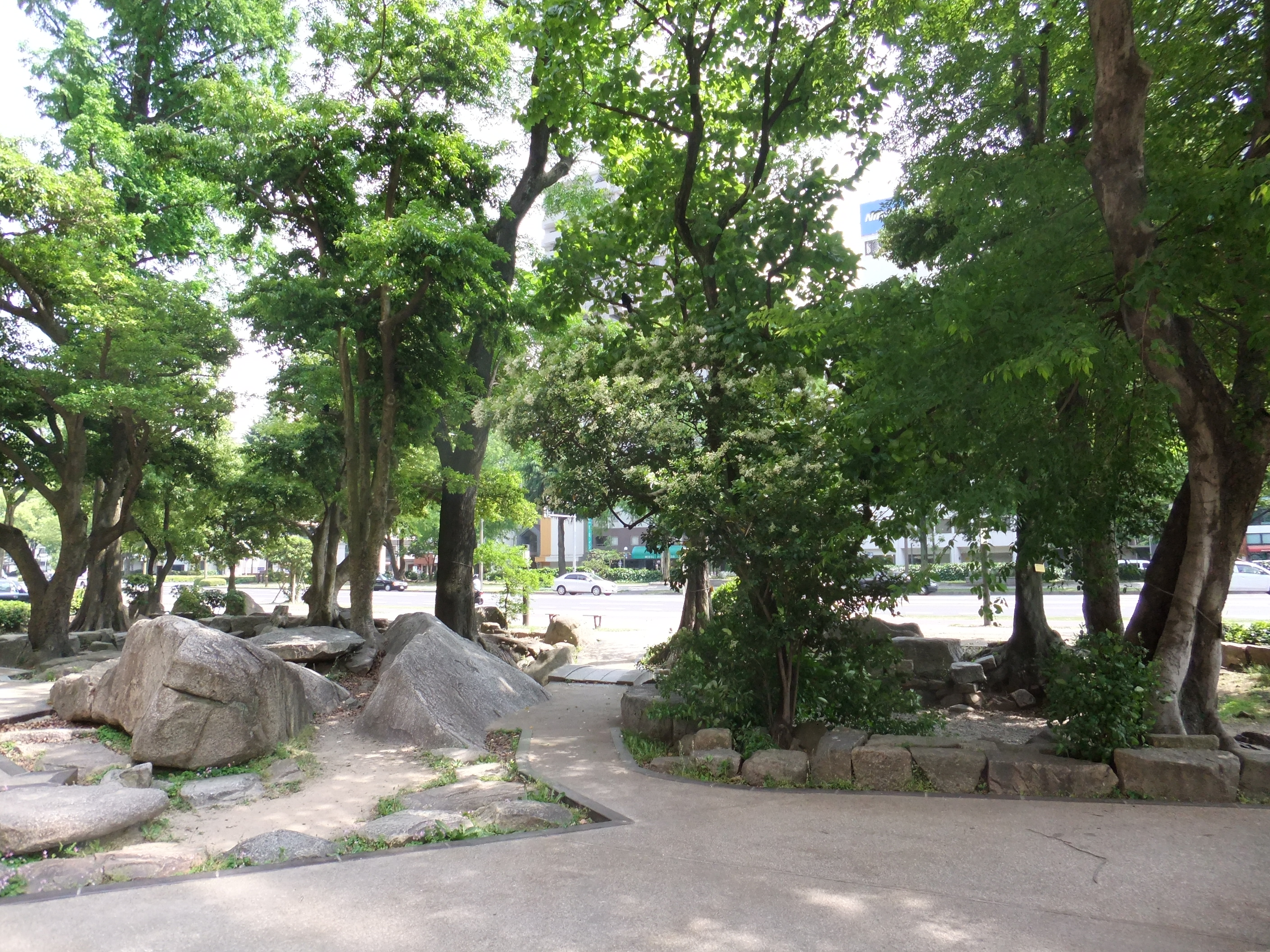
愛宕池跡
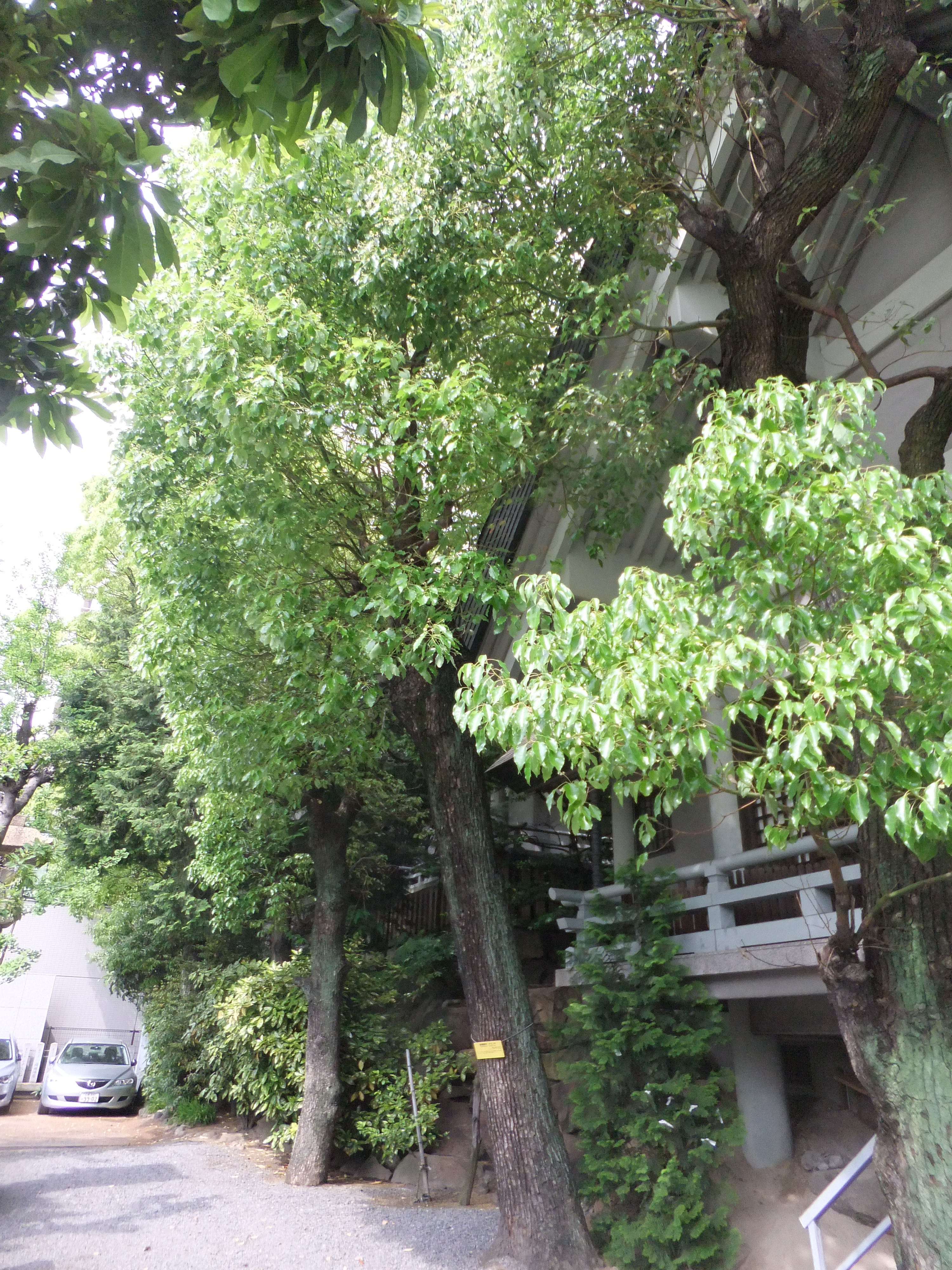
境内の被爆クスノキ

## 交通
白神社の南側を通る平和大通り沿いに「白神社前」バス停があり、エキまちループ（広電バス・広島バス）が停車する。平和大通り沿いには放送会館前バス停、白神社の西側を通る鯉城通り沿いに袋町バス停（広島電鉄 袋町電停）・中電前バス停・アストラムライン 本通駅もある。
白神社前 バス停（東行き 田中町方面）
- 101 エキまちループ 左回り（広電バス・広島バス） 平塚町・広島駅方面

白神社前 バス停（西行き 本通り方面）
- 102 エキまちループ 右回り（広電バス・広島バス） 紙屋町・八丁堀方面
- 103 エキまちループ（広電バス・広島バス） 市役所前行き 平日朝のみ

エキまちループは左回り・右回りそれぞれ1時間あたり5-6本運行されている。

### 参照
1. ↑  白神社 【公式】広島の観光・旅行情報サイト Dive! Hiroshima 一般社団法人広島県観光連盟・広島県・広島市
2. ↑  白神社の岩礁 財団法人広島市文化財団文化科学部文化財課
3. ↑  バス情報 路線バス 広電バス
4. ↑  路線名から調べる 広島バス